# Chantal Richard (réalisatrice)
Pour les articles homonymes, voir Chantal Richard et Richard.
Chantal Richard, née le 21 janvier 1957, est une réalisatrice et scénariste française, notamment connue pour son long métrage Lili et le Baobab sorti en 2006. En 2011 et 2012 elle est co-présidente de la société des réalisateurs de films. Elle enseigne le cinéma à La Fémis, où elle dirige l'atelier « scénario documentaire ».

## Biographie
Après des études de cinéma à l'IDHEC, Chantal Richard commence par réaliser des courts métrages et des documentaires. Attirée par l'Afrique, elle y effectue de nombreux voyages. En 1996, elle réalise pour Arte La Vie en chantier portant sur un groupe de jeunes français partis vivre quelques semaines dans un village du Sénégal. Dix ans plus tard, elle y retourne pour réaliser le long métrage de fiction Lili et le Baobab.
En 2013 elle réalise Mes parents n'avaient pas d'appareil photo  un documentaire plus personnel sur son village d'enfance puis en 2016, sort Ce dont mon cœur a besoin, un film sur le phénomène des réseaux sociaux au Sénégal.
Chantal Richard enseigne la réalisation dans divers établissements tels que la Fémis ou l'ENS de Lyon.

## Filmographie

### Cinéma
- 1987 : Tupik (court métrage)
- 1990 : Nativité (court métrage)
- 1995 : Paroles (court métrage)
- 1997 : Luis et Margot
- 1997 : Charles Péguy au lavomatic (court métrage)
- 2006 : Lili et le Baobab
- 2009 : Au nom des trois couleurs (documentaire)
- 2013 : Mes parents n'avaient pas d'appareil photo (documentaire)
- 2016 : Ce dont mon cœur a besoin (documentaire)

### Télévision
- 1996 : La Vie en chantier (documentaire)
- 2002 : Un jour, je repartirai (documentaire)
- 2005 : Quand le travail voyage (documentaire)